# Зайська мова
Зайська мова (ዛይኘ [za:jɲɲǝ] або የዛይ አፍ [jǝza:j af]), також лакі — афроазійська мова семітської гілки, якою розмовляють в Ефіопії. Входить до ґураґського мовного континууму в ефіосемітській групі. Мовою зай говорять близько 5000 людей однойменного народу, котрі населяють селище Ґеліла та п'ять островів й узбережжя озера Звай у південній частині країни.

## Мовне положення
Зай — безписьмова мова. Більшість носіїв говорять також іншими ґураґськими мовами, мовою оромо й амхарською мовою. Мова географічно зосереджена навколо озера Звай; зокрема, у селищах Херера, Мекі, Бату та на п'яти островах: найменший острів — Фундурро (також Фамат або Ґетесемані); найбільший острів — Дебре-Ціон; а також острови Цедеча (або Айсут), Ґеліла і Дебре-Сіна. Це мова, що знаходиться під загрозою зникнення, носії якої мігрують на материк, поступово переходячи на оромо, що дедалі ширше використовується молодими поколіннями на власне зайських островах.
Зайська лексично схожа на 70 % на сілтійську й на 60 % на харарійську мови.

## Граматика
Порядок слів зайської мови — SOV (підмет-додаток-присудок). Атрибутивні (визначальні) прикметники передують іменникам, які вони змінюють. Присвійні форми також передують іменникам. У зайській мові відкидається займенник, обов'язковим є маркуванням підмета на дієслові.
Зай сильно зазнала впливу ґураґської мови. Це зближення призвело до значних лексичних і граматичних змін у самій зайській.

## Зовнішні посилання
- Endangered Languages profile for Zay
- Аудіозаписи зайською мовою